# Wes Schweitzer
Weston Robert Schweitzer (* 11. September 1993 in Scottsdale, Arizona) ist ein ehemaliger US-amerikanischer American-Football-Spieler auf der Position des Guard, der für die Atlanta Falcons, das Washington Football Team (heute: Washington Commanders), die New York Jets und kurze Zeit für die New England Patriots in der National Football League (NFL) spielte.

## Frühe Jahre
Schweitzer ging in seiner Geburtsstadt Scottsdale auf die Highschool. Zwischen 2011 und 2015 besuchte er die San José State University. Zwischen 2013 und 2015 war er ein fester Bestandteil der Offensive Line des Collegefootballteams, 2015 wurde er zum Teamcaptain ernannt. In diesem Jahr gewann er mit dem Team den Cure Bowl.
2016 legte er sein Diplom in Chemie ab.

## NFL

### Atlanta Falcons
Schweitzer wurde im NFL Draft 2016 in der sechsten Runde an 195. Stelle von den Atlanta Falcons ausgewählt. Nachdem er in seiner ersten NFL-Saison noch kein Spiel absolviert hatte, wurde er zur Saison 2017 zum Starter auf der Position des rechte Guards ernannt. Er startete alle 16 Saisonspiele. Ein Jahr später verlor er seinen Status als Starter an Brandon Fusco. Nachdem sich am zweiten Spieltag der Saison der eigentliche linke Guard der Falcons, Andy Levitre, verletzt hatte, sprang Schweitzer bis zum Saisonende hier ein.

### Washington Football Team / Commanders
Am 24. März 2020 unterzeichnete Schweitzer einen Vertrag bei den Washington Redskins, die sich kurze Zeit später übergangsweise in Washington Football Team umbenannten. Nachdem sich der rechte Guard Brandon Scherff am zweiten Spieltag der Saison 2020 verletzt hatte, übernahm Schweitzer dessen Rolle. Scherff kehrte am sechsten Spieltag zum Team zurück und Schweitzer verlor die Position wieder an ihn. Nur eine Woche später wurde er zum startenden linken Guard ernannt, nachdem Wes Martin nicht zufriedenstellende Leistungen erbracht hatte und Saahdiq Charles auf die Injured Reserve List gesetzt wurde. Auf dieser Position blieb er bis zum Saisonende.
2021 ging er zunächst wieder als Backup für Brandon Scherff in die Saison. Nachdem sich dieser abermals verletzt hatte, rutschte Schweitzer zwischen dem fünften und achten Spieltag wieder in die Startelf. Am elften Spieltag verletzte sich der eigentliche Center des Washington Football Teams Tyler Larsen und wurde von Schweitzer ersetzt. Eine Woche später verletzte sich auch Wes Schweitzer am Knöchel, so dass die Saison für ihn vorzeitig beendet war. Am 2. Februar 2022 änderte das Football Team seinen Namen zu Washington Commanders.

### New York Jets und New England Patriots
Im März 2023 nahmen die New York Jets Schweitzer unter Vertrag. In den zwei Jahren für die New York Jets bestritt er lediglich zehn Spiele, davon zwei als Starter, und wechselte am 14. März 2025 zu den New England Patriots.
Am 10. Juni 2025 erklärte er überraschend seinen Rücktritt.